# Lokot (Einheit)
Lokot war ein russisches Längenmaß und bedeutete Ellenbogen, die Elle. Das Maß, bereits bekannt seit etwa dem 11./12. Jahrhundert, entsprach zwei pjadi und wurde durch die Arschin (Aršin) etwa um Mitte des 16. Jahrhunderts abgelöst. Das Maß hatte zu dieser Zeit eine Länge zwischen 45,5 und 47,5 Zentimeter. Die Elle soll später auch gleich 22,677 Zoll (engl.) lang gewesen sein, was etwa 57,599 Zentimeter entspräche und sich mit der polnischen Elle (Łokieć) deckt. 
Das oben angeführte Maß Pjad entsprach dem Abstand zwischen dem gestreckten Zeigefinger und dem Daumen. Nach einer Verordnung vom 3. Januar 1843 sollte ab 1. Januar 1845 das Maß diese Größe haben: Pjad oder Četvert war 1/4 Aršin gleich 0,1778 Meter lang, was eine Ellenlänge von 0,7112 Meter ergibt.